# Franjo Pooth

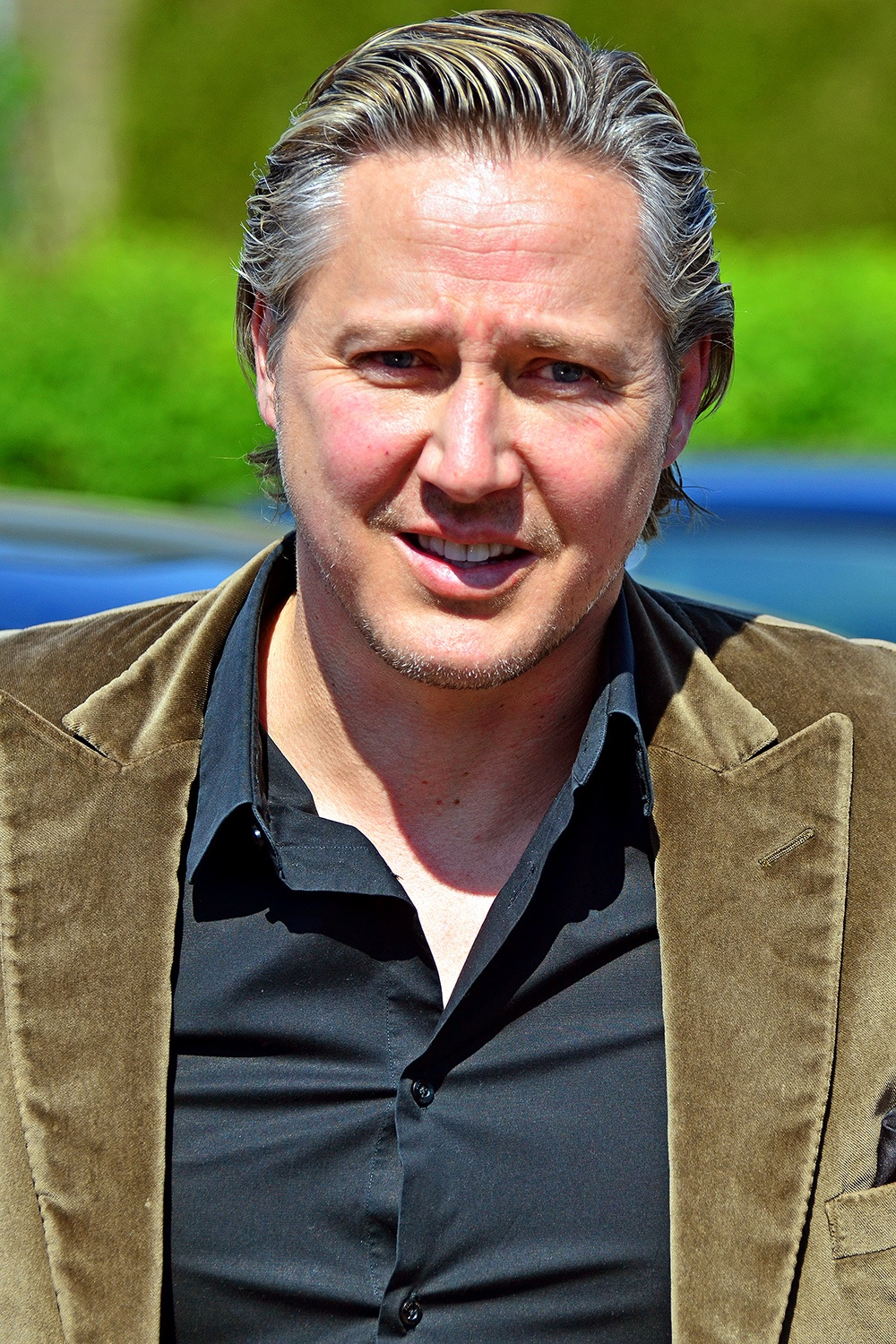
Franjo Pooth (2013)

Franz-Josef „Franjo“ Pooth (* 20. Juli 1969) ist ein deutscher Unternehmer. Er wurde 2004 durch seine Heirat mit der deutschen Entertainerin Verona Feldbusch bekannt. 

## Herkunft, Ausbildung und Berufstätigkeit
Pooth stammt aus Meerbusch-Büderich und ist der Sohn des Düsseldorfer Architekten Franz-Josef Pooth († 2023). Er hat einen Bruder. Pooth besuchte das Städtische Mataré-Gymnasium in Meerbusch sowie das Internat der Otto-Kühne-Schule in Bonn-Bad Godesberg. Ein Studium der Architektur brach er nach zehn Semestern ohne Abschluss ab. Im Anschluss an das Studium arbeitete er in Köln bei der Firstgate Internet AG sowie bei der Kommunikationsagentur Innovum.

## Unternehmertätigkeit und Insolvenz

Maxfield-Firmenlogo

2003 gründete Pooth die Maxfield GmbH, die insbesondere MP3-Player vertrieb. Pooth leitete das Unternehmen in der Gründungsphase als Geschäftsführer. Durch Auftritte in Talkshows und in der Boulevardpresse – zum Teil gemeinsam mit seiner Frau – machte er gezielt auf Maxfield aufmerksam. 
2005 steigerte das Unternehmen seinen Jahresumsatz um 250 Prozent auf 35 Millionen Euro. 2006 war Pooth Finalist des Wettbewerbs „Entrepreneur des Jahres“ der Wirtschaftsprüfungsgesellschaft Ernst & Young. „Nur ein Jahr nach der Gründung läuft Maxfield bereits altbekannten großen Herstellern den Rang ab“, hieß es in der Begründung der Jury. 
Anfang 2008 musste die Maxfield GmbH wegen Überschuldung Insolvenz anmelden, 27 Mitarbeiter verloren ihren Arbeitsplatz. Im Februar wurde das Insolvenzverfahren eröffnet. 461 Gläubiger forderten insgesamt 27 Millionen Euro von dem Unternehmen.
Im Oktober 2008 wurde Pooth verurteilt, 1,8 Millionen Euro an die Commerzbank zu zahlen, für die er privat gebürgt hatte. Mit der Stadtsparkasse Düsseldorf konnte Pooth einen Vergleich aushandeln, den er trotz eines Verschwiegenheitsabkommens im Rahmen einer Gerichtsverhandlung offenlegen musste. 
Obwohl er für den größten Teil der Schulden in Höhe von 9,3 Millionen Euro persönlich gebürgt hatte, gab sich die Sparkasse wegen Vermögenslosigkeit mit einer angebotenen Zahlung von 820.000 Euro zufrieden. Diese hatte Pooth nach eigenen Angaben von einem ungenannten Dritten erhalten.
Die Namensrechte an der Maxfield GmbH hatte Pooth 2014 an eine in Buchen im Odenwald ansässige Firma für induktive Ladestationen abgetreten. Diese musste 2017 Insolvenz anmelden.
Im Juli 2015 gab der Insolvenzverwalter zum Abschluss des Verfahrens bekannt, dass 19,6 Millionen Euro Schulden nur 2,4 Millionen Euro auffindbares Kapital gegenüberstehen. 
Einschließlich Verfahrenskosten sind damit weitere rund 18 Millionen Euro in dem Unternehmen untergegangen, die verbleibenden Gläubiger verlieren mindestens 90,9 Prozent ihres Geldes.

## Bestechung der Sparkasse
Anlässlich der Insolvenz stellte sich heraus, dass Pooth den Millionenkredit der Stadtsparkasse Düsseldorf durch Bestechung erlangt hatte. Deren Vorstandsvorsitzender Heinz-Martin Humme sowie das Vorstandsmitglied Karl-Heinz Stiegemann hatten Maxfield den Kredit in Höhe von 9,3 Millionen Euro trotz hoher Verschuldung und Warnungen aus dem Verwaltungsrat der Sparkasse gewährt.
Humme war über einen langen Zeitraum häufig im privaten Umfeld der Pooths präsent, unter anderem beim gemeinsamen Golfspiel. An der Hochzeit der Pooths im Wiener Stephansdom nahm er mit sechs weiteren Sparkassenmitarbeitern teil. 
Verona Pooth behauptete in einem RTL-Interview, ihr Mann habe das Talent, „Bankleute um den Finger zu wickeln“. Ein Mitglied des Sparkassen-Verwaltungsrats äußerte öffentlich den Verdacht, dass der Kredit aufgrund des „Verona-Faktors“ zu leichtfertig gewährt worden sei.
Franjo Pooth gestand, Humme und Stiegemann unter anderem mit hochwertigen Fernsehern der Luxusmarke Bang & Olufsen im Wert von über 9000 Euro bestochen zu haben. Zu seiner Verteidigung beschuldigte er mindestens ein Vorstandsmitglied, ihn dazu genötigt zu haben. 
Stiegemann gestand später, persönliche Vergünstigungen gefordert und im Gegenzug den Kredit bewusst trotz bereits überzogener Kreditlinie gewährt zu haben. 
Nachdem Wirtschaftsprüfer belastende Belege gefunden hatten, wurde sowohl Humme als auch Stiegemann durch den Sparkassen-Verwaltungsrat fristlos gekündigt. Insgesamt bezifferte die Sparkasse ihren Schaden aus der „Pooth-Affäre“ auf 25 Millionen Euro.

## Verurteilung wegen Wirtschaftskriminalität
Franjo Pooth wurde im März 2009 vom Amtsgericht Düsseldorf wegen Vorteilsgewährung und Bestechung im geschäftlichen Verkehr, außerdem wegen Untreue und fahrlässiger Insolvenzverschleppung per Strafbefehl zu einem Jahr Haft auf Bewährung sowie zur Zahlung von 100.000 Euro an den Insolvenzverwalter verurteilt.
Zusätzlich zur Vorteilsgewährung für die Sparkassen-Vorstandsmitglieder wurde Pooth für schuldig befunden, einen britischen Handelsvertreter mit 20.000 Euro bestochen zu haben, damit dieser ihn gegenüber Mitbewerbern bevorzugte. Als Untreue wertete das Gericht die Verwendung von knapp 16.000 Euro vom Maxfield-Konto für die Renovierung seiner Londoner Privatwohnung. Seinen Mitgesellschaftern hatte Pooth dies verheimlicht und das Geld als angeblichen Forderungsverlust verbucht. Die Verschleppung der Insolvenz wurde als fahrlässig gewertet, weil das Gericht eine Mitverantwortung der Wirtschaftsprüfungsgesellschaft und der Sparkasse sah. Diese hatten gedrängt, keinen Insolvenzantrag zu stellen, um einen Skandal zu verhindern.
Pooths ehemaliger Leibwächter erwirkte vor Gericht eine Einstweilige Verfügung wegen „ehrverletzenden und herabwürdigenden Behauptungen“. Pooth darf demnach nicht mehr behaupten, dass der Personenschützer ihn bestohlen habe und in sein Haus eingebrochen sei. Die Eheleute Pooth hatten angedeutet, dass sie in dem ehemaligen Leibwächter einen der Schuldigen für ihre Misere sehen. Sie hatten ihn bezichtigt, die Unterlagen an die Presse verkauft zu haben, die die Bestechungsaffäre und das Ermittlungsverfahren gegen Franjo Pooth ausgelöst hatten. 
Der Leibwächter hatte danach gegen beide Eheleute Klage wegen Rufschädigung eingereicht.

## Weitere Berufstätigkeit
Pooth hatte, zum Teil gemeinsam mit seinem Bruder, an verschiedenen Adressen Unternehmen angemeldet, deren Unternehmenszweck und -tätigkeiten teilweise nicht ersichtlich und von denen mehrere Gegenstand staatsanwaltlicher Ermittlungen waren. 
Als Geschäftsführer der Firma Lemontree Holding GmbH ist er im September 2011 ausgeschieden, ihm folgte der Bruder nach.
Da Pooth nach eigenen Angaben gegenüber seinen Gläubigern nicht über Kapital verfügt, kann er auch nicht das für die Unternehmereigenschaft erforderliche Eigenkapital in einem Unternehmen stellen. Seit März 2022 produziert und vertreibt Pooth mit dem Unternehmen Pacific Healthcare unter anderem Produkte mit dem Cannabiswirkstoff CBD.

## Privates
Er hat zwei Söhne mit Verona Pooth. Die Familie lebt in Meerbusch-Büderich.